# Jeni Bojilova-Pateva
Jeni Bojilova-Pateva, también transcrito como Zheni Bozhilova-Pateva, (en búlgaro: Жени Божилова-Патева)  (1 de diciembre de 1878-17 de junio de 1955) fue una maestra, escritora, activista por los derechos de la mujer y sufragista búlgara involucrada en el movimiento pacifista. Feminista muy destacada, fue una de las fundadoras de la Unión de Mujeres Búlgaras en 1901. Su libro, В помощ на жената (Para ayudar a las mujeres), escrito en 1908, se convirtió en el fundamento de la ideología de la Unión de Mujeres Búlgaras, al establecer las reformas necesarias para adaptar las políticas que afectan a las mujeres y menores. 

## Biografía
Dzhenda Bozhilova, como fue bautizada, nació el 1 de diciembre de 1878, en Gradets, en el principado autónomo búlgaro del Imperio Otomano de Genka Andreeva y Dimov Bozhil. Su padre, un veterano de la guerra ruso-turca, era sastre y criador de ganado, que abogaba fuertemente por la educación. Bozhilova completó la escuela primaria en Gradets y luego asistió a la escuela secundaria en Sliven. Continuó su educación y se graduó en1893 con títulos de enseñanza. Después de graduarse comenzó su profesión pero se le prohibió enseñar cuando se aprobó una ley en 1898 que limitaba los derechos de las mujeres casadas. Fue en estos mometos cuando Bojilova-Pateva comenzó en el activismo y el periodismo, y se involucró en el movimiento internacional de mujeres. 
Durante 1905 en Burgas, fundó "Self-Awareness", un grupo feminista, y fue su presidenta durante 25 años. Como editora de Women's Voice, publicó artículos sobre la evolución del movimiento de mujeres en Bulgaria y en el extranjero, así como sobre cuestiones que afectan a las mujeres. A lo largo de su carrera, publicó más de 500 artículos y libros. Creyente en el sufragio femenino, Pateva participó en numerosas conferencias internacionales y con frecuencia se desempeñó como oradora en congresos. 
En 1915 cuando se fundó la Liga Internacional de Mujeres por la Paz y la Libertad se convirtió en miembro destacado del movimiento pacifista. 
En 1944, cuando se estableció el socialismo de Estado en Bulgaria, las mujeres obtuvieron el derecho al voto, pero fue una de las muchas organizaciones de base que fueron abolidas. Cuando Pateva pidió permiso para abrir una sociedad cultural y educativa en 1945, fue tildada de enemiga del pueblo. Dos años más tarde, sus protestas sobre la pena de muerte y la condena de Nikola Petkov causaron que su casa y la fábrica de su hijo fueran nacionalizadas. 

## Trayectoria profesional
Al año siguiente, Bozhilova comenzó su carrera docente en una escuela en Karnobat.En 1896 se trasladó a Razgrad y ocupó un puesto en la escuela de niñas. En 1897, se casó con Patev, que era de su ciudad natal y también profesor. Como tenían un matrimonio igualitario, Pateva y Patev acordaron ayudarse mutuamente en sus objetivos de obtener una educación superior. Se fue al extranjero para estudiar en Ginebra y regresó en 1899. Mientras estuvo fuera, Pateva lo mantuvo con sus ganancias. Cuando Patev regresó con un doctorado en derecho, apoyó a Pateva, ya que ella se fue a estudiar al extranjero en 1901. Comenzó sus estudios en Berlín y Jena y, en 1902, tomó cursos en París, estudiando filosofía y sociología, además de alemán, francés y ruso. Aunque no completó un título, Pateva regresó a Bulgaria en 1903, influenciada por el movimiento internacional de mujeres durante su ausencia.La pareja se estableció en Burgas y tuvo tres hijos durante los siguientes 16 años: Luben (conocido como "Leo", nacido en 1904), Bozhan (nacido en 1905) y Lilian (conocido como "Lily", nacido en 1913).

### Activismo por los derechos de la mujer (1898-1908)
Pateva comenzó su participación política en los asuntos públicos cuando la Asamblea Nacional de Bulgaria aprobó una ley el 18 de diciembre de 1898 que prohibía a las mujeres casadas ejercer la profesión docente. En protesta, escribió Отворено Писмо (Carta abierta), dirigiéndola a todos los profesores del principado y aconsejándoles que se opusieran a la legitimidad de la ley. Para unir a las mujeres detrás de la causa y promoverlas trabajando en otros problemas que enfrentan las mujeres y los niños, Pateva, junto con Anna Karima y Julia Malinova, comenzó a organizar y, en 1901, cofundó la organización paraguas, la Unión de Mujeres Búlgaras, la primera organización nacional de mujeres en Bulgaria. Karima fue la primera presidenta de la organización y Pateva formó parte de la junta directiva.A pesar de la presión ejercida por grupos de mujeres y profesores, la ley se mantuvo en vigor hasta 1904.
En 1901, Pateva comenzó a dar conferencias como oradora para el movimiento internacional de mujeres para el grupo, Милосърдие (Caridad), en Burgas y, en 1902, fue a Yambol para ayudar con la reorganización del grupo Развитие (Desarrollo). 
En 1903, fue elegida presidenta de Милосърдие, pero debido a que los miembros de la asociación no querían unirse a la Unión de Mujeres Búlgaras o expandir su enfoque de acciones caritativas, renunció y se retiró de la organización. Ese año, la Unión de Mujeres enfrentó una crisis cuando Karima y Malinova se vieron envueltas en una seria disputa que finalmente dividió a la organización. Su posición era que todas las mujeres tenían preocupaciones similares y que los objetivos del sindicato deberían representarlas sin tener en cuenta la clase o el partido. La otra facción, liderada por Blagoeva y Konova, opinó que el sindicato debería proletarizarse y la membresía debería provenir de la clase trabajadora.Pateva escribió un libro sobre los problemas, Разногласия в Българския женски съюз (Desacuerdo en la Unión de Mujeres Búlgaras), que se publicó en 1903. También comenzó a escribir para Женски глас (Voz de mujeres), periódico para el que en 1904 se convirtió en editora.
En 1904 junto con Penka Russeva-Belmustakova y Yordanka Guszova, Pateva fundó un grupo educativo para mujeres para que asistieran a cursos de idiomas y alfabetización y organizaran programas para mejorar el acceso de las mujeres a estudios profesionales y universitarios. Formalizaron la organización como, Самосъзнание (Autoconciencia), al año siguiente, como una sociedad educativa y caritativa y la alinearon bajo la Unión de Mujeres Búlgaras, con Pateva designada como su presidencia. En la primavera de 1905, asistió al Congreso de la Unión de Mujeres, celebrado en Sofía y se le encomendó utilizar su puesto como editora de Женски глас para publicar artículos sobre la organización paraguas, que pronto se convertiría en su medio de comunicación oficial. A partir de 1907, Самосъзнание comenzó a ofrecer cursos de educación general, clases de sastrería y otros oficios, y dirigió una clase de costura para la Oficina de Trabajo de la Mujer.El año 1907 también el sufragio femenino se convirtió en uno de los objetivos oficiales de la Unión de Mujeres Búlgaras.
En 1908, Pateva representó a la Unión de Mujeres Búlgaras en el Cuarto Congreso de la Alianza Internacional por el Sufragio Femenino (IWSA) en Ámsterdam, solicitando enérgicamente la aceptación de la Unión de Mujeres como miembro de la IWSA, obteniendo la aprobación de quienes votaron por ella. También en 1908, Pateva publicó un segundo libro, В помощ на жената (Para ayudar a las mujeres), en el que pidió una amplia gama de reformas. Recomendó leyes para la protección de la niñez y la mujer trabajadora, así como pautas de maternidad; por la creación de instituciones sociales por parte del Estado que proporcionaran alimentos, albergue y guarderías para los hijos de mujeres trabajadoras; políticas contra el abuso de alcohol y la prostitución; para la protección de hijos ilegítimos; y por las leyes de bienestar social que protegen a los huérfanos, los enfermos y los desempleados. Insistió en que a las mujeres se les debe permitir una educación y participación en la vida pública para que puedan cuidarse a sí mismas y a sus familias, tener profesiones y ganar independencia y autoestima como ciudadanas.El libro se convirtió en la columna vertebral de la ideología de la Unión de Mujeres Búlgaras.
En 1909, publicó un artículo en el periódico Ден (Day) defendiendo la emancipación de la mujer y al año siguiente, cuando las oficinas editoriales de Женски глас se trasladaron a Sofía, mantuvo su puesto de editora.

### Los derechos de las mujeres y el activismo por la paz (1911-1924)
En 1911 Pateva habló en el Sexto Congreso de la IWSA que se encuentra alojado en Estocolmo  y escribió un informe sobre los procedimientos para el periódico Утро (Utro), argumentando a favor de la plena igualdad de la mujer en todos los ámbitos de la vida pública. Durante las Guerras Balcánicas (1912-1913) publicó Апел към балканските жени (Llamamiento a las mujeres balcánicas), instando a las mujeres a tratar de lograr la paz. Al comienzo de la Primera Guerra Mundial, Pateva inició programas para apoyar a los prisioneros de guerra y sus familias, incluido un movimiento para coser ropa interior para soldados. Aunque las actividades de la Unión de Mujeres fueron suspendidas durante la mayor parte del conflicto, viajó por toda Europa participando en conferencias de mujeres y compartiendo su visión del humanismo y la no violencia, defendiendo la participación de las mujeres en la negociación de la paz mundial.
En 1915 habló en el Congreso Internacional Especial de Mujeres celebrado en La Haya, en el que se fundó la Liga Internacional de Mujeres por la Paz y la Libertad (WILPF), instando al desarme y presentando un plan para la reconstrucción de naciones devastadas por la guerra.
Volviendo a Bulgaria, en 1918, Pateva fundó la sucursal nacional de WILPF en Burgas, y en mayo, organizó una conferencia junto con Malinova y Victoria Angelova para reactivar la Unión de Mujeres Búlgaras. Al año siguiente, junto con otros miembros del grupo, escribió una carta de protesta al presidente estadounidense Woodrow Wilson pidiendo el levantamiento del aislamiento impuesto a las potencias centrales por el Tratado de Neuilly-sur-Seine .
En 1920 como representante oficial del Gobierno de Aleksandar Stamboliyski, Pateva participó en el congreso del Consejo Internacional de Mujeres (ICW) celebrado en Kristiania,Noruega, presentando en francés su trabajo Положението на жената и детето в България (The Situation de Mujer y Niño en Bulgaria).
En 1922, asistió al Congreso Especial de la ICW celebrado en La Haya, pronunciando un discurso sobre los peligros de la guerra y reiterando la necesidad del desarme total y la cooperación entre las personas para desarrollar una cultura de hermandad, libertad, y autodeterminación. Hizo una declaración sobre los derechos políticos de la mujer en el Noveno Congreso de la IWSA que se celebró en Roma durante 1923. Ese año, cuando se declaró la ley marcial en respuesta a un golpe de estado. en Bulgaria y la legislatura aprobó una ley a favor de la pena capital, ella habló públicamente en contra de la política y escribió artículos instando a las mujeres a oponerse a la legislación, convirtiéndose en una de las primeras en desafiar la ley. Reiteró sus puntos de vista en la decimonovena Convención de la Unión de Mujeres Búlgaras, implorando a las madres, que conocían el dolor de dar a luz y criar hijos, que se opusieran al asesinato de vidas humanas, la guerra y la pena de muerte.

### Carrera posterior (1925-1945)
En 1925, después de 20 años como presidenta de Самосъзнание, Pateva renunció por la postura ideológica que los miembros y la matriz de la Unión de Mujeres Búlgaras habían adoptado para apoyar el régimen fascista dictatorial de Aleksandar Tsankov y sus políticas de terror blanco contra intelectuales y oponentes políticos. Al año siguiente, organizó la Женско миротворно общество в България (Sociedad de Mujeres por la Paz en Bulgaria), que presidió hasta 1944. La organización se opuso activamente al exilio y la represión por parte de las autoridades. Durante las siguientes décadas, trabajó escribiendo artículos para el Вестник на жената (Women's Journal) y asistiendo a conferencias sobre mujeres y paz. Asistió al Décimo Congreso de la IWSA celebrado en París en mayo de 1926 y en julio estuvo en Dublín para asistir al Congreso WILPF. En 1927 Pateva habló en la reunión de la Liga Internacional de Mujeres por la Paz y la Libertad en Gland, Suiza y asistió a la Conferencia de la Federación Internacional de Mujeres Universitarias en Ginebra en 1929; la Conferencia de Paz de Belgrado en mayo de 1931; la conferencia internacional de resistentes a la guerra en Lyon en agosto de 1931; el Congreso de Paz Universal celebrado en París en 1937; y tanto en 1939 como en 1940, asistió a eventos en Róterdam .

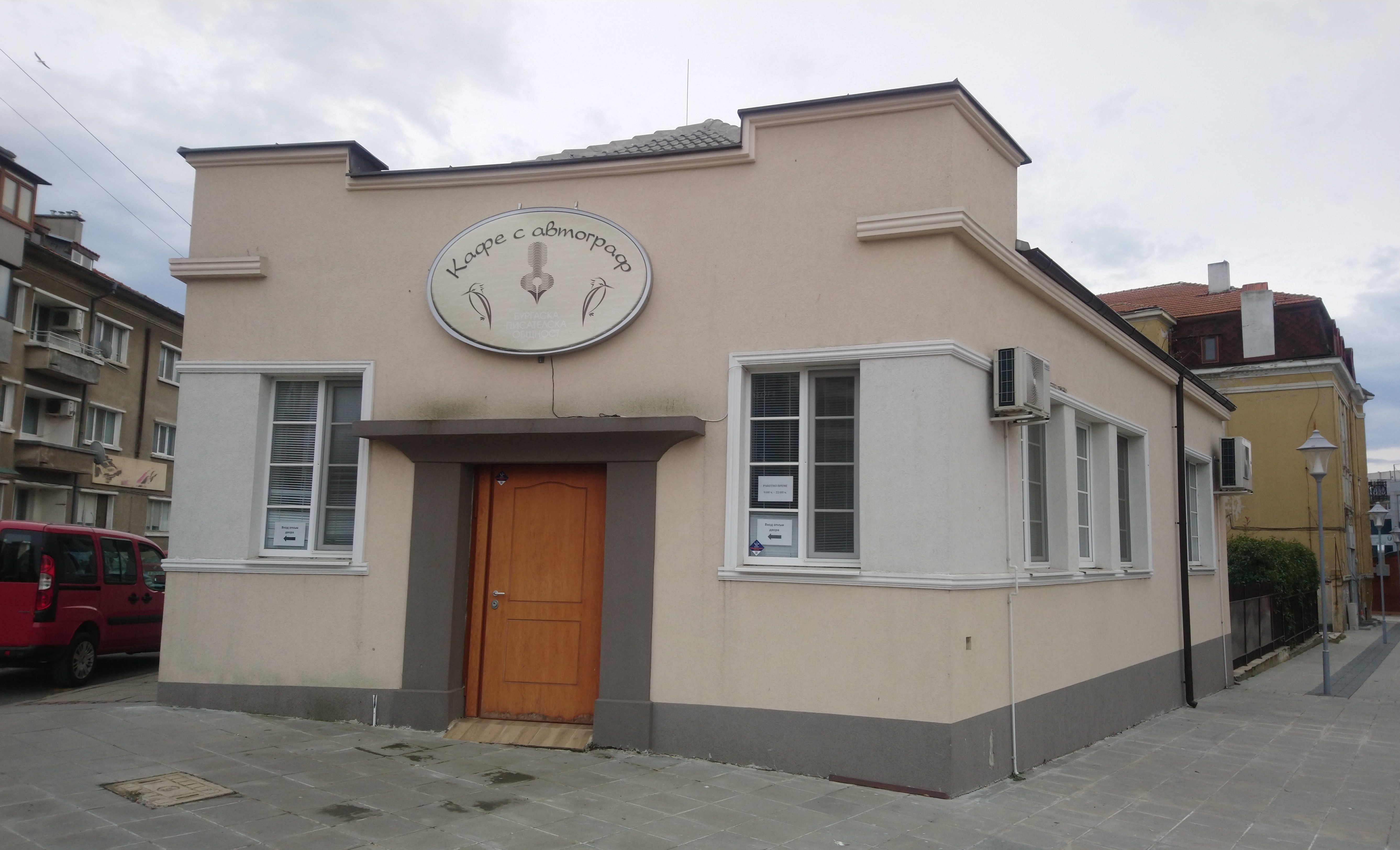
Casa de los escritores, Burgas

A lo largo de su carrera, Pateva habló en más de 100 conferencias públicas y publicó aproximadamente 500 artículos y libros sobre los temas de los derechos de las mujeres, el pacifismo y el vegetarianismo, a los que se adhirió.
Su casa era un lugar de reunión para prominentes figuras públicas e intelectuales búlgaros, incluido bg, Adriana Budevska, bg, bg, Aleksandar Stamboliyski, bg y Asen Zlatarov . En 1944, un segundo golpe de estado trajo un régimen comunista, que implementó el socialismo de estado, dando a las mujeres el voto, pero simultáneamente aboliendo las organizaciones de mujeres y otras organizaciones de base .
En 1945, Pateva se acercó al Ministro de Educación y Cultura Nacional pidiendo permiso para formar el Centro Cultural Progresista de Autoconocimiento de la Gente Libre (Свободно народно прогресивно културно огнище Самосъзнание). Dijo que la intención de la organización autosuficiente sería brindar a las mujeres y los jóvenes oportunidades para mejorar sus talentos y desarrollar habilidades para participar en actividades culturales que beneficiarían al pueblo búlgaro. Su solicitud fue denegada y las autoridades declararon a la familia Patev enemigos del pueblo por su riqueza y estatus como parte de la élite de Burgas.
En 1947, cuando se anunció la sentencia de muerte de Nikola Petkov, Pateva envió correspondencia a Georgi Dimitrov y Vasil Kolarov, exigiendo que la legislatura aboliera la pena de muerte. La carta produjo terribles consecuencias cuando tanto su casa como la fábrica de su hijo Bozhan fueron nacionalizadas. Sin medios de subsistencia, escribió al gobierno pidiendo una pensión, que le fue negada.

## Reconocimientos
En 1931, se le concedió una membresía honoraria en la rama francesa de la fr Unión Internacional de Escritores Revolucionarios.

## Muerte y legado

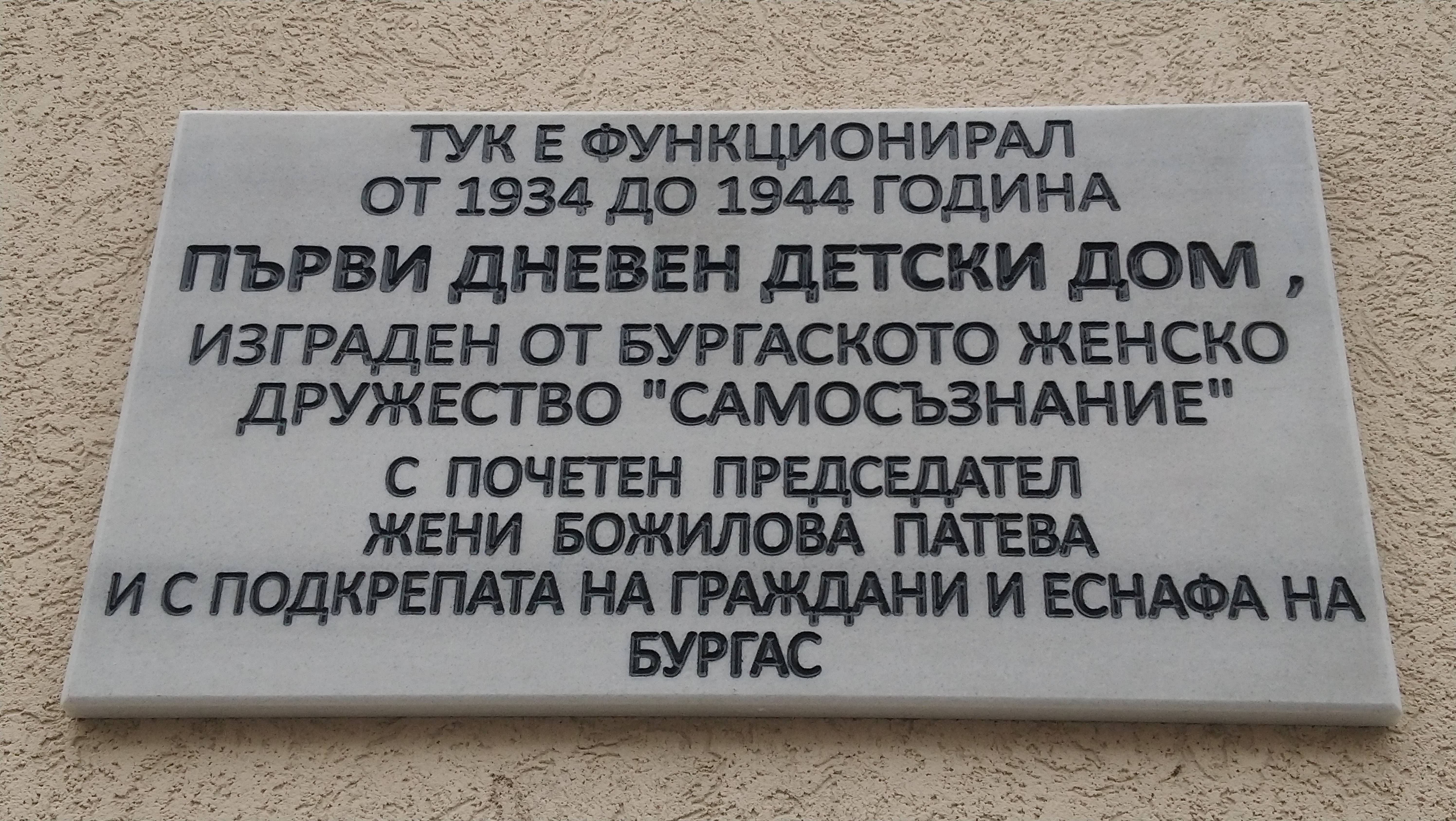
Placa conmemorativa a Pateva en la Casa de los Escritores

Pateva murió el 17 de junio de 1955 en Sofía.
En 1994, la organización de mujeres que había fundado y presidido durante 20 años, Самосъзнание, resurgió.
En 2016, la Casa de Escritores de Burgas fue adornada con una placa en su honor. Es recordada, junto con Anna Karima, como una de las dos líderes más prominentes del movimiento de mujeres en su época, según la historiadora Krassimira Daskalova.

### Citas
1. 1 2 3 4 5 6 7 8 9 10 11 12 13 14 15 16 17 18 19  Стоянова, 2009.
2. 1 2 3 4 5  Миланова, 2017.
3. ↑  Белов, 2016.
4. ↑  de Haan, Daskalova y Loutfi, 2006, p. 236.
5. ↑  Daskalova, 2017, p. 16.
6. ↑  de Haan, Daskalova y Loutfi, 2006, pp. 236, 293.
7. ↑  de Haan, Daskalova y Loutfi, 2006, p. 259.
8. ↑  Регионална библиотека П. К. Яворов, 2018, p. 4.
9. ↑  Брадинска, 1969, p. 291.
10. 1 2  Регионална библиотека П. К. Яворов, 2018, p. 1.
11. ↑  Report of the 4th Conference of the International Woman Suffrage Alliance, 1908, p. 89.
12. 1 2 3 4  Chonkova y Sabeva, 2009, p. 31.
13. ↑  Report of the 4th Conference of the International Woman Suffrage Alliance, 1908, p. 56.
14. ↑  Назъpcka, 2005, p. 90.
15. ↑  Регионална библиотека П. К. Яворов, 2018, pp. 1–2.
16. 1 2  Назъpcka, 2005, p. 92.
17. 1 2  Vukov, 2011, p. 42.
18. 1 2  Chonkova y Sabeva, 2009, p. 33.
19. ↑  Report of the 9th Conference of the International Woman Suffrage Alliance, 1923, p. 7.
20. ↑  Todero, 2016, p. 163.
21. ↑  Chonkova y Sabeva, 2009, pp. 32–33.
22. 1 2 3  Chonkova y Sabeva, 2009, p. 32.
23. ↑  Report of the 10th Conference of the International Woman Suffrage Alliance, 1926, p. cover.
24. 1 2 3  Chonkova y Sabeva, 2009, p. 30.
25. ↑  Chuter, 1926.
26. ↑  Dutt, 1981, p. 39.
27. ↑  Laqua, 2011, p. 179.
28. ↑  International Institute of Social History, 2019.
29. ↑  Регионална библиотека П. К. Яворов, 2018, pp. 5–6.
30. ↑  Ivancheva, 2014.
31. ↑  Бухчев, 2017.
32. ↑  Daskalova, 2016, p. 202.